# حجة الإرادة الحرة

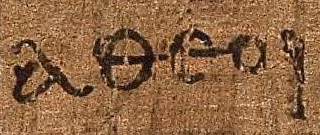

حجة الإرادة الحرة (بالإنجليزية: Argument from free will)‏ (أيضاً تدعى مفارقة الإرادة الحرة أو القدرية الإلهية) وهي حجة تناقش بأن العلم اللانهائي للإله وحرية الإرادة للإنسان غير متوافقة وبأن أي مفهوم للإله يجمع بين هاتين الخاصتين متناقض. يمكن أن تركز الحجة على عدم ترابط فكرة امتلاك الناس لحرية الإرادة أو تركز على امتلاك الإله لحرية الإرادة. تهتم هذه الحجج بشكل كبير بتبعات محتومية القدر وتكرر عادة الحجج القياسية ضد الإرادة الحرة.

## الناس وحرية إرادتهم
تركز بعض الحجج المعارضة لوجود الإله على عدم الترابط في مفهوم امتلاك البشر لحرية الإرادة. تهتم هذه الحجج بشكل كبير بتبعات محتومية القدر.
قام موسى بن ميمون ببناء حجة تتعلق بحرية إرادة الشخص من المفاهيم التقليدية للأفعال الحسنة والسيئة كما يلي:«هل يعلم الإله أو لايعلم بأن شخصأً محدداً سيكون جيداً أو سيئاً؟ إذا قلت بأنه يعلم، فإنه من الضروري أن يكون الشخص ملزماً بالتصرف كما علم الإله مسبقاً أنه سيفعل، وإلا فإن علم الإله سيكون غير تام».
تم اقتراح عدة سبلٍ لموافقة علم الإله اللامتناهي مع حرية إرادة الإنسان:

## حرية إرادة الإله
تم اقتراح فكرة أن هذا سيؤدي إلى «حجة الإرادة الحرة في عدم وجود الإله» على أساس أن العلم اللانهائي للإله غير متوافق مع امتلاك الإله لحرية الإرادة وبأنه إذا كان الإله لايمتلك إرادة حرة فهو ليس كائن ذو شخصية.
يتفق المؤمنون بالألوهية عادة على أن الله ذو كيان شخصي وبأنه ذو علم لانهائي ولكن هناك اختلاف ما إذا كان العلم اللانهائي يعني:
1. "يعلم كل شيءٍ يختار الله أن يعلمه وبالتالي فهذه ممكنٌ منطقياً. أو بصيغة أكثر شدة:
2. "يعلم كل شيءٍ ممكن المعرفة منطقياً.[6]

إذا تم استخدام العلم اللانهائي للإله بمعناه الأول فإن تطبيق الحجة يعتمد على ما يختار الإله معرفته وبالتالي فهي ليست حجةً كاملةً ضد وجود الإله. وتعتمد الحجة في كلا الحالتين على افتراض أنه من الممكن منطقياً للإله معرفة كل خيار سيقوم باختياره قبل القيام بالخيار.
ترى المدرسة التوافقية للأفكار أن حرية الإرادة متوافقة مع الحتمية والقدرية ولذلك لا تقبل بافتراضات هذه الحجة.